# Naïma (berceuse)
Pour les articles homonymes, voir Naima (homonymie).
Naïma est une berceuse traditionnelle du Togo chantée en mina.
Une version interprétée par Angélique Kidjo en collaboration avec Carlos Santana est sortie en 1996, dédiée à sa fille née en 1993.